# Сообщество долины
Соо́бщество доли́ны (итал. comunità di valle) — единица местного самоуправления в североитальянской автономной провинции Тренто, промежуточное звено между коммунальным и провинциальным уровнем.

## История
Деление провинции на сообщества долины было введено провинциальным законом №3 от 6 июня 2006 года. Закон заменил существовавшее до этого с 1971 года деление провинции на объединительные сообщества (итал. comunità comprensorio), которое в свою очередь являлось заменой горных сообществ (итал. comunità montana).
Необходимость принятия подобного деления его сторонники обосновывали необходимостью более тесной координации между соседними коммунами. Противники принятия закона (среди которых заметную роль играла Лига Севера) возражали, что данная институция является излишней, поскольку все основные решения принимаются на коммунальном или на провинциальном уровне. Противникам удалось собрать необходимое количество подписей для проведения местного референдума об отмене закона 2006 года, который состоялся 29 апреля 2012 года. За отмену закона проголосовали 93,56% из принявших участие в голосовании, однако из-за низкой явки, составившей лишь 27,38% от числа избирателей, решение не было принято.

## Территориальное деление
Территории каждого из сообществ было определено Постоянной конференцией по отношениям между провинцией и локальными автономиями (итал. Conferenza permanente per i rapporti tra la Provincia e le autonomie locali), созданной джунтой автономной провинции Тренто, и Советом по местным автономиям (итал. Consiglio delle autonomie locali). Территория провинции разделена на 16 частей, 15 из которых представляют собой сообщества долины. Коммуны Тренто, Чимоне, Альдено и Гарнига-Терме не являются частью ни одного из сообществ, но являются частью особой договорной ассоциации.
| № п/п | Название                                                                                  | Коммуны | Население (на 1 января 2012) | Адм. центр                   | Карта | Сайт |
| ----- | ----------------------------------------------------------------------------------------- | ------- | ---------------------------- | ---------------------------- | ----- | ---- |
| 1     | Территориальное сообщество Валь-ди-Фьемме итал. Comunità territoriale della Val di Fiemme | 11      | 19.984                       | Кавалезе                     |       |      |
| 2     | Сообщество Примьеро итал. Comunità di Primiero                                            | 8       | 10.147                       | Тонадико                     |       |      |
| 3     | Сообщество Вальсугана-э-Тезино итал. Comunità Valsugana e Tesino                          | 21      | 27.439                       | Борго-Вальсугана             |       |      |
| 4     | Сообщество Альта-Вальсугана-э-Берснтоль итал. Comunità Alta Valsugana e Bersntol          | 18      | 52.869                       | Перджине-Вальсугана          |       |      |
| 5     | Сообщество Валле-ди-Чембра итал. Comunità della Valle di Cembra                           | 11      | 11.334                       | Фавер                        |       |      |
| 6     | Сообщество Валь-ди-Нон итал. Comunità della Val di Non                                    | 34      | 39.464                       | Клес                         |       |      |
| 7     | Сообщество Валле-ди-Соле итал. Comunità della Valle di Sole                               | 14      | 15.709                       | Мале                         |       |      |
| 8     | Сообщество Джудикарие итал. Comunità delle Giudicarie                                     | 38      | 37.775                       | Тьоне-ди-Тренто              |       |      |
| 9     | Сообщество Альто-Гарда-э-Ледро итал. Comunità Alto Garda e Ledro                          | 7       | 48.899                       | Рива-дель-Гарда              |       |      |
| 10    | Сообщество Валлагарина итал. Comunità della Vallagarina                                   | 17      | 89.288                       | Роверето                     |       |      |
| 11    | Генеральное сообщество Фаша итал. Comun General de Fascia                                 | 7       | 9.982                        | Поцца-ди-Фасса               |       |      |
| 12    | Великое сообщество Альтипьяни-Чимбри итал. Magnifica Comunità degli Altipiani cimbri      | 3       | 4.550                        | Лавароне                     |       |      |
| 13    | Сообщество Ротальяна-Кёнигсберг итал. Comunità Rotaliana-Königsberg                       | 8       | 29.229                       | Медзокорона                  |       |      |
| 14    | Сообщество Паганелла итал. Comunità della Paganella                                       | 5       | 4.914                        | Андало                       |       |      |
| 15    | Территория Валь-д'Адидже итал. Territorio della Val d'Adige                               | 4       | 121.216                      | Особая договорная ассоциация |       |      |
| 16    | Сообщество Валле-дей-Лаги итал. Comunità della Valle dei Laghi                            | 6       | 10.595                       | Веццано                      |       |      |
|       | Итого                                                                                     | 210     | 533.394                      | Тренто                       |       |      |